# Jürgen Corleis
Hans-Jürgen Corleis (* 11. Juli 1929 in Wiesbaden; † 11. August 2011 in Sydney) war ein deutsch-australischer Journalist, Autor und Regisseur.

## Leben
Jürgen Corleis’ journalistische Laufbahn begann 1955 beim Hamburger Magazin Kristall. Er war Mitbegründer der Studentenzeitung Studentenkurier, die 1957 in konkret umbenannt wurde. Er berichtete u. a. aus dem Algerienkrieg. Ab 1959 arbeitete er als freier Pressefotograf für verschiedene Magazine und Zeitungen (z. B. Stern, Der Spiegel, Time Magazine). Von 1967 bis 1969 arbeitete er für Stern TV als Redakteur, Autor und Regisseur von zeitgeschichtlichen Fernseh-Dokumentationen. Danach stellte er als freiberuflicher Autor und Regisseur bei Chronos Film in Berlin Fernseh-Dokumentationen über deutsche Nachkriegspolitik und Politikerporträts her. Weiterhin arbeitete er für verschiedene westdeutsche Fernsehanstalten und war regelmäßiger Mitarbeiter des Fernsehmagazins Kontraste für den Sender Freies Berlin. 1978 gründete Corleis seine eigene Produktionsfirma Southern Cross Productions Pty. Ltd. in Sydney und war seit 1985 Australien-Korrespondent für den Springer-Auslandsdienst des Axel-Springer-Verlages. Corleis war 18 Jahre lang (bis 2010) Vorstandsmitglied des Verbandes der Auslandspresse in Australien (Foreign Correspondents Association), und dessen Präsident von 2000 bis 2002. Jürgen Corleis lebte bis zu seinem Tod mit seiner Frau in den Blue Mountains bei Sydney.

## Werke (Auswahl)
Jürgen Corleis drehte rund 80 Fernsehdokumentationen, unter anderem das erste Fernsehportrait von Ernesto „Che“ Guevara (Mythos und Wirklichkeit) und den in der Gedenkstätte bis heute gezeigten Film Bergen Belsen – Zum Beispiel über die Befreiung des Konzentrationslagers.
- Martin Niemoeller, 1968, für den WDR
- Felix Wankel, 1968, für den WDR
- Mythos und Wirklichkeit, 1969, für den WDR
- Die Zerstoerung Koelns begann 1933, 1971, für den WDR
- Bonn ’45, 1971, für den WDR
- Neue Modelle fuer Castros Kuba, 1972, für den HR
- Konrad Adenauer, 1973
- Theodor Heuss, 1973
- Ludwig Ehrhard, 1974
- Gustav Stresemann, 1978, für den HR
- Abschied vom britischen Erbe, 1978, für den Sender Freies Berlin
- Trauminsel mit Barriere – oder wie kommt man nach Neu-Seeland? 1983, für den HR
- Wer war Walther Rathenau? 1984, für den HR
- Ein Haus der Macht – Das IG-Farben Haus in Frankfurt, 1985, für den HR
- Bergen-Belsen – zum Beispiel, 1985, für den NDR
- Herausforderungen – Die Deutschen in Australien, 1986, für den HR
- Australia's Germans, 1988, für die ABC (Australian Broadcasting Cooperation) und den HR
- Always On The Other Side - A Journalist's Journey From Hitler To Howard's End, Selbstverlag, Sydney 2008. ISBN 978-0-646-48994-0.